# غاري فورد
غاري فورد (بالإنجليزية: Gary Ford)‏ (8 فبراير 1961 بيورك في المملكة المتحدة - ) هو لاعب كرة قدم بريطاني في مركز الوسط. لعب مع بورت فايل وترومسو إيدريتسلاغ وليستر سيتي ونادي هارتلبول يونايتد ونادي والسول ونادي يورك سيتي ونادي مانسفيلد تاون وHarstad IL ‏ ونادي تلفورد يونايتد.

## وصلات خارجية
- غاري فورد على موقع قاعدة بيانات كرة القدم.إي يو (الإنجليزية)
- غاري فورد على موقع Soccerbase.com (لاعب) (الإنجليزية)